# بوسکوویتسه
بوسکوویتسه (به چکی: Boskovice) یک منطقهٔ مسکونی در جمهوری چک است که در ناحیه بلانسکو واقع شده‌است. بوسکوویتسه ۱۱٬۵۰۴ نفر جمعیت دارد.